# Nagroda Goncourtów
Nagroda Goncourtów lub Nagroda Goncourta (fr. Prix Goncourt) – francuska nagroda literacka, którą ufundował w 1896 w swoim testamencie francuski pisarz Edmond de Goncourt. Towarzystwo Literackie jego imienia (Société littéraire des Goncourt) powstało oficjalnie w 1902, a nagroda została wręczona po raz pierwszy 21 grudnia 1903.
Nagroda może być przyznana jednemu autorowi tylko raz w życiu. Jedynym wyjątkiem, który otrzymał ją dwukrotnie, był Romain Gary. Po raz pierwszy w 1956 za powieść Korzenie nieba (Les racines du ciel), a po raz drugi w 1975 za Życie przed sobą (La vie devant soi), którą wydał pod pseudonimem Émile Ajar. Prawdziwą tożsamość autora Gary ujawnił dopiero w książce Życie i śmierć Emile’a Ajara (Vie et mort d’Émile Ajar), wydanej po śmierci.
Laureat Nagrody Goncourta, przyznawanej najlepszemu w danym roku utworowi prozaicznemu (zwykle powieściom), ogłaszany jest zawsze w listopadzie. Od 1988 swoją Nagrodę Goncourta – Prix Goncourt des lycéens – wręczają francuscy licealiści.
Polską nagrodę Goncourt (La Liste Goncourt – le choix polonais) przyznaje jury złożone ze studentów romanistyki z całej Polski. Ogłoszenie laureata następuje co roku podczas Festiwalu Conrada w Krakowie.

## Lista laureatów nagrody
- 1903 – John Antoine Nau(inne języki), Wroga siła (Force ennemie)
- 1904 – Léon Frapié(inne języki), La Maternelle
- 1905 – Claude Farrère(inne języki), Ludzie cywilizacji (Les Civilisés)
- 1906 – Jérôme(inne języki) i Jean Tharaud(inne języki), Dingley, l’illustre écrivain
- 1907 – Émile Moselly(inne języki), Le Rouet d’ivoire
- 1908 – Francis de Miomandre(inne języki), Pisane na wodzie (Écrit sur de l’eau...)
- 1909 – Marius-Ary Leblond, En France
- 1910 – Louis Pergaud(inne języki), Od lisa do sroki (De Goupil à Margot)
- 1911 – Alphonse de Châteaubriant, Monsieur des Lourdines
- 1912 – André Savignon(inne języki), Les Filles de la pluie
- 1913 – Marc Elder(inne języki), Le Peuple de la mer
- 1914 – Adrien Bertrand(inne języki), l’Appel du Sol
- 1915 – René Benjamin(inne języki), Żołnierze Wielkiej Wojny (Gaspard)
- 1916 – Henri Barbusse, Ogień. Dziennik pewnego oddziału (Le Feu)
- 1917 – Henri Malherbe(inne języki), La Flamme au poing
- 1918 – Georges Duhamel, Civilisation
- 1919 – Marcel Proust, À l’ombre des jeunes filles en fleurs (2. tom W poszukiwaniu straconego czasu, À la recherche du temps perdu,)
- 1920 – Ernest Pérochon(inne języki), Nene
- 1921 – René Maran(inne języki), Batouala
- 1922 – Henry Béraud(inne języki), Le Vitriol de la lune et Le Martyre de l’obèse
- 1923 – Lucien Fabre(inne języki), Rabevel ou le Mal des ardents
- 1924 – Thierry Sandre(inne języki), Le Chèvrefeuille, le Purgatoire, le Chapitre XIII
- 1925 – Maurice Genevoix(inne języki), Raboliot
- 1926 – Henri Deberly(inne języki), Le Supplice de Phèdre
- 1927 – Maurice Bedel(inne języki), Biała przygoda (Jérôme 60° latitude nord)
- 1928 – Maurice Constantin Weyer(inne języki), Un homme se penche sur son passé
- 1929 – Marcel Arland, L’Ordre
- 1930 – Henri Fauconnier, Malajska przygoda (Malaisie)
- 1931 – Jean Fayard(inne języki), Mal d’amour
- 1932 – Guy Mazeline(inne języki), Les Loups
- 1933 – André Malraux, Dola człowiecza (La Condition humaine)
- 1934 – Roger Vercel(inne języki), Capitaine Conan
- 1935 – Joseph Peyre(inne języki), Sang et lumières
- 1936 – Maxence van der Meersch, Piętno boże (L’Empreinte de Dieu)
- 1937 – Charles Plisnier, Faux Passeports
- 1938 – Henri Troyat, L’Araigne
- 1939 – Philippe Hériat, Wybrańcy losu (Les Enfants gâtés)
- 1940 – Francis Ambriere(inne języki), Długie wakacje (Les Grandes Vacances)
- 1941 – Henri Pourrat(inne języki), Le Vent de Mars
- 1942 – Marc Bernard(inne języki), Pareil à des enfants
- 1943 – Marius Grout(inne języki), Passage de l’Homme
- 1944 – Elsa Triolet, Kochankowie z Avignonu i inne opowiadania (Le Premier Accroc coûte 200 Francs)
- 1945 – Jean-Louis Bory(inne języki), Moja wieś w godzinie klęski (Mon village à l’heure allemande)
- 1946 – Jean-Jacques Gautier(inne języki), Histoire d’un fait divers
- 1947 – Jean-Louis Curtis(inne języki), Les Forêts de la nuit
- 1948 – Maurice Druon, Potentaci (Les Grandes Familles)
- 1949 – Robert Merle, Weekend w Zuydcoote (Week-end à Zuydcoote)
- 1950 – Paul Colin, Les Jeux sauvages
- 1951 – Julien Gracq, Brzegi Syrtów (Le Rivage des Syrtes)
- 1952 – Béatrix Beck(inne języki), Léon Morin, prêtre
- 1953 – Pierre Gascar(inne języki), Les Bêtes
- 1954 – Simone de Beauvoir, Mandaryni (Mandarins)
- 1955 – Roger Ikor(inne języki), Les Eaux mêlées
- 1956 – Romain Gary, Korzenie nieba (Les Racines du ciel)
- 1957 – Roger Vailland, La Loi
- 1958 – Francis Walder(inne języki), Saint Germain ou la Négociation
- 1959 – André Schwartz-Bart(inne języki), Le Dernier des Justes
- 1960 – Vintila Horia(inne języki), Dieu est né en exil
- 1961 – Jean Cau(inne języki), Litość Boga (La Pitié de Dieu)
- 1962 – Anna Langfus, Les Bagages de sable
- 1963 – Armand Lanoux(inne języki), Kiedy morze się cofa (Quand la mer se retire)
- 1964 – Georges Conchon(inne języki), L’État sauvage
- 1965 – Jacques Borel, Uwielbienie (L’Adoration)
- 1966 – Edmonde Charles-Roux, Zapomnieć Palermo (Oublier Palerme)
- 1967 – André Pieyre de Mandiargues(inne języki), La Marge
- 1968 – Bernard Clavel, Owoce zimy (Les Fruits de l’hiver)
- 1969 – Félicien Marceau, Creezy (Creezy)
- 1970 – Michel Tournier, Król Olch (Le Roi des Aulnes)
- 1971 – Jacques Laurent(inne języki), Les Bêtises
- 1972 – Jean Carrière(inne języki), L’Epervier de Maheux
- 1973 – Jacques Chessex, L’Ogre
- 1974 – Pascal Lainé, Koronczarka (La Dentellière)
- 1975 – Émile Ajar (Romain Gary), Życie przed sobą (La Vie devant soi)
- 1976 – Patrick Grainville(inne języki), Les Flamboyants
- 1977 – Didier Decoin(inne języki), John piekło (John l’enfer)
- 1978 – Patrick Modiano, Ulica Ciemnych Sklepików (Rue des boutiques obscures)
- 1979 – Antonine Maillet, Pélagie la Charette
- 1980 – Yves Navarre(inne języki), Lunapark (Le Jardin d’acclimatation)
- 1981 – Lucien Bodard(inne języki), Anne Marie
- 1982 – Dominique Fernandez, Dans la main de l’Ange
- 1983 – Frédérick Tristan(inne języki), Les égarés
- 1984 – Marguerite Duras, Kochanek (L’Amant)
- 1985 – Yann Queffelec, Barbarzyńskie zaślubiny (Les Noces barbares)
- 1986 – Michel Host(inne języki), Valet de nuit
- 1987 – Tahar Ben Jelloun, Dziecko z piasku; Święta noc (La Nuit sacrée)
- 1988 – Érik Orsenna(inne języki), L’Exposition coloniale
- 1989 – Jean Vautrin(inne języki), Un grand pas vers le Bon Dieu
- 1990 – Jean Rouaud(inne języki), Pola chwały (Les Champs d’honneur)
- 1991 – Pierre Combescot(inne języki), Les Filles du Calvaire
- 1992 – Patrick Chamoiseau, Texaco (Texaco)
- 1993 – Amin Maalouf, Skała Taniosa (Le Rocher de Tanios)
- 1994 – Didier Van Cauwelaert, Bilet w jedną stronę (Un Aller simple)
- 1995 – Andreï Makine, Francuski testament (Le Testament français)
- 1996 – Pascale Roze(inne języki), Le Chasseur Zéro
- 1997 – Patrick Rambaud(inne języki), Bitwa (La Bataille)
- 1998 – Paule Constant(inne języki), Confidence pour confidence
- 1999 – Jean Echenoz, Odchodzę (Je m’en vais)
- 2000 – Jean-Jacques Schuhl, Ingrid Caven
- 2001 – Jean-Christophe Rufin(inne języki), Rouge Brésil
- 2002 – Pascal Quignard, Błędne cienie (Les Ombres errantes)
- 2003 – Jacques-Pierre Amette, Kochanka Brechta (La Maîtresse de Brecht)
- 2004 – Laurent Gaudé(inne języki), Słońce Scortów (Le Soleil des Scorta)
- 2005 – François Weyergans(inne języki), Trois jours chez ma mère
- 2006 – Jonathan Littell, Łaskawe (Les Bienveillantes, Gallimard)
- 2007 – Gilles Leroy(inne języki), Alabama song (Mercure de France)
- 2008 – Atiq Rahimi, Kamień cierpliwości (Syngué Sabour. Pierre de patience, P.O.L.)
- 2009 – Marie NDiaye,Trzy silne kobiety (Trois femmes puissantes, Gallimard)
- 2010 – Michel Houellebecq, Mapa i terytorium (La carte et le territoire)
- 2011 – Alexis Jenni(inne języki), L’Art français de la guerre(inne języki) (Gallimard)
- 2012 – Jérôme Ferrari, Le Sermon sur la chute de Rome(inne języki)
- 2013 – Pierre Lemaitre, Do zobaczenia w zaświatach (Au revoir la-haut)
- 2014 – Lydie Salvayre, Pas pleurer[2]
- 2015 – Mathias Énard(inne języki), Busola (Boussole)
- 2016 – Leïla Slimani(inne języki), Kołysanka (Chanson douce)
- 2017 – Éric Vuillard(inne języki), Porządek dnia (L’ordre du jour)
- 2018 – Nicolas Mathieu(inne języki), Leurs enfants après eux
- 2019 – Jean-Paul Dubois(inne języki), Tous les hommes n'habitent pas le monde de la même façon[3]
- 2020 – Hervé Le Tellier, Anomalia (L'Anomalie)[4]
- 2021 – Mohamed Mbougar Sarr, Najskrytsza pamięć ludzi (La Plus Secrète Mémoire des hommes[5]
- 2022 – Brigitte Giraud, Vivre vite[6]
- 2023 – Jean-Baptiste Andrea(inne języki), Veiller sur elle[7]
- 2024 – Kamel Daoud, Houris [8]